# Abou Dabi (ville)
Pour les articles homonymes, voir Abou Dabi.
Abou Dabi, parfois orthographié Abu Dhabi, Abou Dhabi ou Aboû Dabî (en arabe : أَبُو ظَبِي, ʼAbū Ẓaby, littéralement « Père de la gazelle »), est la capitale de l'émirat d'Abou Dabi et des Émirats arabes unis.
Bien que l'on trouve des traces de civilisation plusieurs millénaires avant notre ère, la zone n'a été habitée en permanence qu'à partir du XVIIIe siècle. C'est au XXe siècle que la ville a connu une croissance importante, en grande partie grâce aux revenus du pétrole.
Aujourd'hui, Abou Dabi qui compte près de 1,483 million d'habitants, est la troisième ville des Émirats arabes unis, après Charjah et Dubaï. Elle est le centre politique et industriel de la fédération, et un centre culturel et commercial important dans le golfe Persique, du fait de sa position de capitale.

## Étymologie et graphie

### Origines
Avant d'être appelée « Abou Dabi », la région était appelée Milh, qui signifie sel en arabe, probablement en raison de l'abondance de cette ressource.
Abou Dabi signifie « père de la gazelle », et sa première utilisation remonte à plus de 300 ans. L'origine du nom ayant été transmise de génération en génération via les poèmes et les légendes, il est difficile de connaître la véritable étymologie. Certaines légendes racontent que le nom a été donné d'après un homme qui chassait la gazelle et qui aurait reçu ce surnom. D'autres disent que le nom de la ville était à l'origine Umm Dabi, soit la « mère de la gazelle », en raison du grand nombre de ces animaux qui vivaient là.[réf. nécessaire]

### Graphie
La graphie du mot en français est sujette à différentes interprétations, étant donné qu'il s'agit d'une transcription de l'arabe. Ainsi, le ministère français des Affaires étrangères l'orthographie Abou Dabi ou Abou Dhabi, alors que le code de rédaction interinstitutionnel européen et la commission sur la toponymie de l'IGN s'accordent sur Abou Dhabi.
Les pays anglophones s'accordent généralement sur Abu Dhabi.

## Géographie

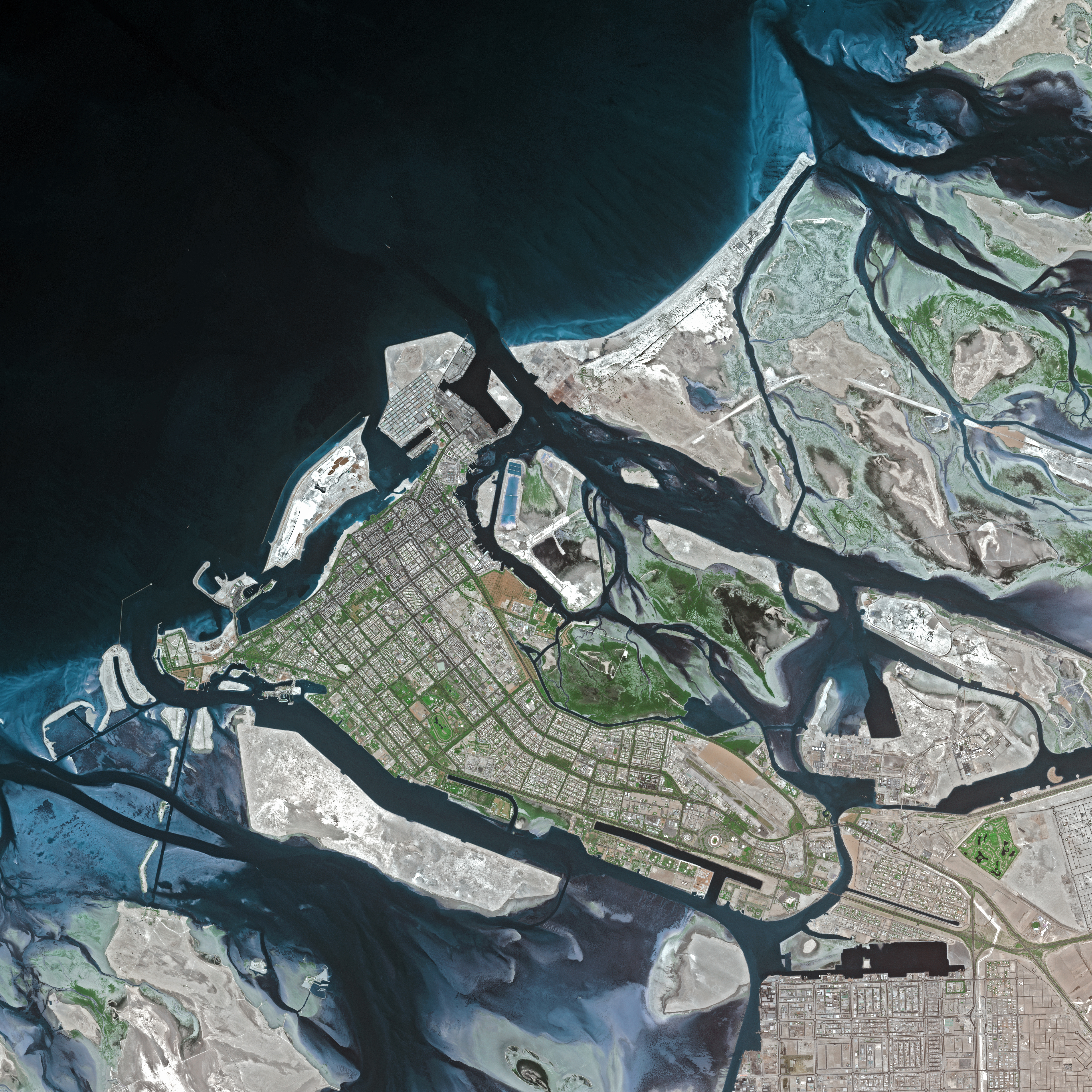
Image satellite de la ville d'Abou Dabi.

### Localisation
La ville d'Abou Dabi se situe sur la côte du golfe Persique, dans le nord de l'émirat d'Abou Dabi, dans les Émirats arabes unis.
À l'origine cantonnée sur l'île d'Abou Dabi, une île en forme de « T » qui s'avance dans le golfe, la ville est actuellement reliée à la terre ferme par trois ponts, le pont Cheikh Zayed, le pont Maqta et le pont Musaffah.
Aujourd'hui, la ville s'étend dans le désert du Rub al-Khali. Des terres sont également gagnées sur la mer par la construction d'îles artificielles en sable.

### Climat
Abou Dabi bénéficie d'un climat aride subtropical, avec du beau temps toute l'année.
Les mois d'été vont de mai à septembre, avec des températures qui oscillent entre 30 et 51 °C. Le taux d'humidité dans l'air étant également très élevé, ces températures entrainent une pénibilité importante. Les mois d'hiver, d'octobre à avril, affichent des températures autour de 24 °C.
Les précipitations sont rares et peu abondantes à Abou Dabi, et ne surviennent que de novembre à avril.
Ce tableau présente un relevé de température et de précipitations à Charjah, mais dont les conditions climatiques ne diffèrent pas significativement de la ville d'Abou Dabi.
| Mois                              | jan. | fév. | mars | avril | mai | juin | jui. | août | sep. | oct. | nov. | déc. | année |
| --------------------------------- | ---- | ---- | ---- | ----- | --- | ---- | ---- | ---- | ---- | ---- | ---- | ---- | ----- |
| Température minimale moyenne (°C) | 12   | 14   | 16   | 18    | 22  | 25   | 28   | 28   | 25   | 22   | 18   | 14   | 20    |
| Température maximale moyenne (°C) | 23   | 24   | 27   | 30    | 34  | 36   | 38   | 39   | 37   | 33   | 31   | 26   | 31    |
| Record de froid (°C)              | 3    | 8    | 8    | 12    | 16  | 19   | 23   | 23   | 21   | 18   | 12   | 8    | 3     |
| Record de chaleur (°C)            | 29   | 33   | 40   | 39    | 43  | 44   | 47   | 48   | 45   | 40   | 36   | 31   | 48    |
| Précipitations (mm)               | 23   | 23   | 10   | 5     | 0   | 0    | 0    | 0    | 0    | 0    | 10   | 36   | 107   |

## Histoire
La ville d'Abou Dabi est fondée en 1761 par la tribu bédouine des Bani Yas,, avec, à leur tête, Chakhbut bin Dhiyab. Ils se replient dans la région, fuyant les Wahhabites du Nejd qui étendaient leur territoire.
L'article 9 de la constitution des Émirats arabes unis prévoyait l'édification d'une capitale baptisée Al Karama située à la frontière des Émirats d'Abou Dabi et de Dubaï. En attendant sa construction, qui devait intervenir dans les sept années à partir de la date où la constitution deviendrait effective, la ville d'Abou Dabi fut désignée comme capitale provisoire de la fédération, lors de sa création en 1971. Cette situation institutionnelle perdure encore de nos jours.

## Démographie
Selon le dernier recensement officiel en 2005, Abou Dabi comptait 562 425 habitants, et des estimations donnent environ 921 000 habitants en 2013. L'agglomération, quant à elle, regrouperait 1 310 000 habitants.
Depuis 1960, l'évolution démographique de Abou Dabi a été :
| 1960   | 1965   | 1969   | 1975    | 1980    | 1985    |
| ------ | ------ | ------ | ------- | ------- | ------- |
| 25 000 | 50 000 | 46 400 | 127 763 | 243 257 | 283 361 |

| 1995    | 2003    | 2009    | 2013    | 2014      | 2018      |
| ------- | ------- | ------- | ------- | --------- | --------- |
| 398 695 | 552 000 | 896 751 | 921 000 | 1 205 963 | 1 807 000 |

| Histogramme de l'évolution démographique de Abou Dabi |           |
| \| 1960 \| 25 000 \| \| 1965 \| 50 000 \| \| 1969 \| 46 400 \| \| 1975 \| 127 763 \| \| 1980 \| 243 257 \| \| 1985 \| 283 361 \| \| 1995 \| 398 695 \| \| 2003 \| 552 000 \| \| 2009 \| 896 751 \| \| 2013 \| 921 000 \| \| 2014 \| 1 205 963 \| \| 2018 \| 1 807 000 \| |           |
| 1960 | 25 000    |
| 1965 | 50 000    |
| 1969 | 46 400    |
| 1975 | 127 763   |
| 1980 | 243 257   |
| 1985 | 283 361   |
| 1995 | 398 695   |
| 2003 | 552 000   |
| 2009 | 896 751   |
| 2013 | 921 000   |
| 2014 | 1 205 963 |
| 2018 | 1 807 000 |

## Économie
La ville d'Abou Dabi est la capitale des Émirats arabes unis depuis 1971. Elle comporte un aéroport international et un autre aéroport, Bettina, essentiellement à usage militaire, une université, des zones industrielles, etc. Elle dispose également d'une très grande mosquée, depuis 2007, la mosquée Cheikh Zayed.
On y trouve plusieurs centres commerciaux, dont les plus grands, le Al Wahda Mall et le Marina Mall, contiennent près de 144 magasins pour le premier et 160 pour le second.

## Éducation
- INSEAD
- Sorbonne Université Abou Dabi

## Urbanisme

### Architecture et monuments
Dans le centre-ville se dressent un grand nombre de gratte-ciels, ainsi que d'autres bâtiments, plus anciens, d'une taille plus modeste.
La tour la plus haute de la ville, la Central Market Residential Tower, culmine à 374 mètres et compte 88 étages. Elle est associée à un autre gratte-ciel, la Central Market Commercial Tower d'une hauteur 280 mètres au sein du Abu Dhabi World Trade Center signé par l'architecte britannique Norman Foster et son cabinet Foster + Partners. Ce complexe inclut, au pied des deux immeubles, un gigantesque souk de 490 000 m2, accompagné d'un parking de plus de 5 000 places, ainsi qu'un centre commercial comprenant de nombreux cafés, restaurants, cinémas et boutiques de grandes marques. Il a été édifié pour remplacer le souk détruit par un incendie en 2003. La fin des travaux est prévue pour 2014 bien que le souk et le centre commercial soient déjà ouverts au public.
La plupart des rues sont extrêmement larges (elles comptent au moins quatre voies, dont deux dans chaque sens) ; certaines ont en leur milieu de grandes pelouses, arrosées chaque soir par des gicleurs automatiques.
De grandes villas sont présentes en périphérie de la ville.

## Transports

### Transport aérien
L'aéroport international d'Abou Dabi relie la ville au monde entier. Il s'agit de la plateforme principale de la compagnie Etihad.
Actuellement en construction, le Midfield Terminal de l'aéroport sera le nouveau hub de la compagnie aérienne Etihad.

### Transport maritime
La ville possède un port industriel pour le fret et le pétrole.

### Transport terrestre
À l'intérieur des terres, quelques lignes d'autocars relient divers endroits, mais le moyen de transport le plus courant est le taxi ou la voiture.

### Transport urbain
La ville est parcourue par un réseau de bus géré par le département des transports d'Abou Dabi. Il est composé d'une vingtaine de lignes reliant, notamment, l'aéroport international et le quartier de Yas Island au centre-ville et à la corniche.
L'utilisation des transports en commun est cependant peu répandu dans une ville ou le transport en voiture est majoritaire. Le réseau de taxi est le moyen de transport privilégié car il est bon marché et plus efficace que le bus.
Il existe plusieurs projets de transport en commun en site propre :
- un réseau de tramway[23] ;
- un réseau de métro[24].

## Parc d'attractions
- Ferrari World Abu Dhabi

## Projets futurs
- Le développement de l'île de Saadiyat comprenant, notamment, le futur Cultural District : Louvre Abou Dabi, Guggenheim Abou Dabi, Abu Dhabi Performing Arts Center, Abu Dhabi Maritime Museum, Zayed Museum.
- Le quartier de Al Reem Island est en cours de construction entre le centre-ville et Saadiyat Island, il a pour objectif de devenir le centre d'affaires de la ville et de regrouper les activités de finance.
- D'autres projets sont en cours dans l'agglomération :
  - Sallam Street, Mina Zayed, Saadiyat Bridge ;
  - Al Lulu Island, Al Raha, Central Market Project, Marina Bay, Masdar.

## Culture
Les projets de musées d'Abou Dabi, tels que le Guggenheim, le Louvre et le musée national Zayed, complètent les centres d'art, comme l'ADACH. Les musées ont une fonction de conservation du patrimoine, mais aussi de production d'artistes du monde arabe et internationaux. Zaha Hadid construit le centre des arts vivants (Abu Dhabi Performing Art Centre (musique, danse, théâtre…). Le musée du Louvre Abou Dabi de l'architecte français Jean Nouvel a été inauguré en 2017.

## Personnalités
- Nawaf Al-Janahi, cinéaste, né à Abou Dhabi en 1977.
- Noura Al Kaabi, femme d'affaires, née à Abou Dhabi en 1979.
- Zahra Lari, patineuse artistique, née à Abou Dhabi en 1995.